# Biomedizin
Die Biomedizin ist eine Teildisziplin der Humanbiologie im Grenzbereich von Medizin und Biologie. Sie ist ein interdisziplinäres Fachgebiet, das Inhalte und Fragestellungen der experimentellen Medizin mit den Methoden der Molekularbiologie und der Zellbiologie verbindet. Im Mittelpunkt stehen die molekularen und zellbiologischen Grundlagen des Lebens und seiner krankhaften Veränderungen. Ziel der Biomedizin ist die wissenschaftliche Erforschung der Ursachen von Krankheiten (Pathologie), um sie kausal (ursächlich) behandeln bzw. effektiv vorbeugen zu können.
Inzwischen gibt es auch gleichnamige Studiengänge an der Schnittstelle von Humanmedizin und Humanbiologie.
Eine andere Verwendungsweise des Begriffs findet sich in den Sozial- und Kulturwissenschaften, wo Biomedizin als Oberbegriff die ganze an Universitäten gelehrte, naturwissenschaftlich basierte Medizin meint, von einigen ihrer Befürworter auch „moderne“ und einigen ihrer Gegner auch „Schulmedizin“ genannt. Die Medizinethnologie hat gezeigt, dass auch diese Biomedizin auf spezifischen kulturellen Grundannahmen in Bezug auf Körper, Krankheit und Heilung basiert und damit, analog zu verschiedenen Formen „nicht-westlicher“, „traditioneller“ oder „alternativer Medizin“, als ein kulturelles System betrachtet werden muss.